# Plexus sacral
Le plexus sacral (anciennement plexus sacré, en latin plexus sacralis) est le plexus nerveux qui fournit les nerfs moteurs et sensitifs pour la partie postérieure de la cuisse, la majeure partie de la partie inférieure de la jambe et du pied et une partie du bassin .
Il fait partie du plexus lombo-sacré.

## Origine
Le plexus sacral est constitué par l'union des rameaux antérieurs des quatrième et cinquième nerfs lombaires constituant le tronc lombo-sacré, et des rameaux antérieurs des trois premiers nerfs sacrés.

## Structure
Le plexus sacral a une forme globalement triangulaire avec une base formée par les foramens sacrés antérieurs et un sommet formé par la partie antéro-inférieure du grand foramen ischiatique.
Il est plaqué sur la face antérieure du muscle piriforme et recouvert à l'avant par un prolongement du fascia pelvien profond.
Devant le plexus se trouvent :
- l'artère iliaque interne,
- la veine iliaque interne,
- l'uretère,
- le côlon sigmoïde.

Entre le tronc lombo-sacré et le premier nerf sacré passent l'artère et les veines glutéales supérieures.
Entre le deuxième et le troisième nerf sacré passent l'artère et les veines glutéales inférieures.
Il est constitué d'une partie postérieure et d'une partie antérieure qui émettent plusieurs branches collatérales.

## Branche terminale
Le plexus sacral se termine par le nerf sciatique.

## Branches collatérales

### Branches collatérales de la partie antérieure
- Nerf du muscle obturateur interne,
- Nerf du muscle carré fémoral
- Nerf pudendal

### Branches collatérales de la partie postérieure
- Nerf glutéal supérieur
- Nerf glutéal inférieur
- Nerf du muscle piriforme
- Nerf cutané postérieur de la cuisse

## Zone d'innervation musculaire
| Muscle innervé                                               | Racines  | Via                               | Tronc principal  |
| ------------------------------------------------------------ | -------- | --------------------------------- | ---------------- |
| Muscle grand glutéal                                         | L5-S2    | Nerf glutéal inférieur            |                  |
| Muscle moyen glutéal                                         | L4-S1    | Nerf glutéal supérieur            |                  |
| Muscle petit glutéal                                         | L4-S1    | Nerf glutéal supérieur            |                  |
| Muscle tenseur du fascia lata                                | L4-S1    | Nerf glutéal supérieur            |                  |
| Muscle piriforme                                             | S2       | Nerf du muscle piriforme          |                  |
| Muscle obturateur interne                                    | L5, S1-2 | Nerf du muscle obturateur interne |                  |
| Muscle jumeau supérieur                                      | L5, S1-2 | Nerf du muscle obturateur interne |                  |
| Muscle jumeau inférieur                                      | L4-5, S1 | Nerf du muscle carré fémoral      |                  |
| Muscle carré fémoral                                         | L4-5, S1 | Nerf du muscle carré fémoral      |                  |
| Muscle semi-tendineux                                        | L4-S3    | Nerf ischiatique                  | Nerf ischiatique |
| Muscle semi-membraneux                                       | L4-S3    | Nerf ischiatique                  | Nerf ischiatique |
| Muscle biceps fémoral                                        | L4-S3    | Nerf ischiatique                  | Nerf ischiatique |
| Muscle grand adducteur (chef médial)                         | L4-S3    | Nerf ischiatique                  | Nerf ischiatique |
| Muscle long fibulaire                                        |          | Nerf fibulaire superficiel        | Nerf ischiatique |
| Muscle court fibulaire                                       |          | Nerf fibulaire superficiel        | Nerf ischiatique |
| Muscle tibial antérieur                                      |          | Nerf fibulaire profond            | Nerf ischiatique |
| Muscle long extenseur des orteils                            |          | Nerf fibulaire profond            | Nerf ischiatique |
| Muscle court extenseur des orteils                           |          | Nerf fibulaire profond            | Nerf ischiatique |
| Muscle long extenseur de l'hallux                            |          | Nerf fibulaire profond            | Nerf ischiatique |
| Muscle court extenseur de l'hallux                           |          | Nerf fibulaire profond            | Nerf ischiatique |
| Muscle troisième fibulaire                                   |          | Nerf fibulaire profond            | Nerf ischiatique |
| Muscle triceps sural (muscle gastrocnémien, muscle soléaire) | L4-S3    | Nerf tibial                       | Nerf ischiatique |
| Muscle poplité                                               | L4-S3    | Nerf tibial                       | Nerf ischiatique |
| Muscle plantaire                                             | L4-S3    | Nerf tibial                       | Nerf ischiatique |
| Muscle tibial postérieur                                     | L4-S3    | Nerf tibial                       | Nerf ischiatique |
| Muscle fléchisseur commun des orteils                        | L4-S3    | Nerf tibial                       | Nerf ischiatique |
| Muscle long fléchisseur de l'hallux                          | L4-S3    | Nerf tibial                       | Nerf ischiatique |
| Muscle abducteur de l'hallux                                 |          | Nerf plantaire médial             | Nerf ischiatique |
| Muscle court fléchisseur des orteils                         |          | Nerf plantaire médial             | Nerf ischiatique |
| Muscle court fléchisseur de l'hallux (chef médial)           |          | Nerf plantaire médial             | Nerf ischiatique |
| Premier et deuxième muscles lombricaux du pied               |          | Nerf plantaire médial             | Nerf ischiatique |
| Muscle court fléchisseur de l'hallux (chef latéral)          |          | Nerf plantaire latéral            | Nerf ischiatique |
| Muscle carré plantaire                                       |          | Nerf plantaire latéral            | Nerf ischiatique |
| Muscle abducteur du petit orteil                             |          | Nerf plantaire latéral            | Nerf ischiatique |
| Muscle court fléchisseur du petit orteil                     |          | Nerf plantaire latéral            | Nerf ischiatique |
| Troisième et quatrième muscles lombricaux du pied            |          | Nerf plantaire latéral            | Nerf ischiatique |
| Muscles nterosseux plantaires (du premier au troisième)      |          | Nerf plantaire latéral            | Nerf ischiatique |
| Muscles nterosseux dorsaux                                   |          | Nerf plantaire latéral            | Nerf ischiatique |
| Muscle adducteur de l'hallux                                 |          | Nerf plantaire latéral            | Nerf ischiatique |